# إدوارد تي كون
إدوارد تي كون (بالإنجليزية: Edward T. Cone)‏ هو ملحن أمريكي، ولد في 4 مايو 1917 في غرينزبورو في الولايات المتحدة، وتوفي في 23 أكتوبر 2004 في برينستون في الولايات المتحدة.

## وصلات خارجية
- إدوارد تي كون على موقع ميوزك برينز (الإنجليزية)
- إدوارد تي كون على موقع ديسكوغز (الإنجليزية)